# Инари (божество)
Инари (яп. 稲荷 инари), также 稲荷神 инарисин, 稲荷大神 инари о:ками — синтоистское божество изобилия, риса (и злаковых культур вообще), лис, промышленности, житейского успеха, одно из основных божеств синтоизма. Инари может изображаться в образе мужчины, женщины либо андрогина и иногда рассматривается как собирательный образ трёх или пяти отдельных ками. Инари почитается, по-видимому, с момента основания храма на горе Инари в 711 году; однако, некоторые учёные полагают, что культ богини возник в конце V века н. э.
Культ Инари распространился по Японии в период Эдо, и к XVI веку она стала покровительницей кузнецов и защитницей воинов. Инари — популярный персонаж как синтоистской, так и буддийской мифологии. Ей посвящены более трети (около 32 000) синтоистских храмов Японии. Современные корпорации (например, косметическая компания Shiseido) продолжают чтить Инари в качестве своего покровителя, устанавливая её святилища на крышах своих штаб-квартир.
Роль посланников Инари выполняют лисы — кицунэ.

## Изображение

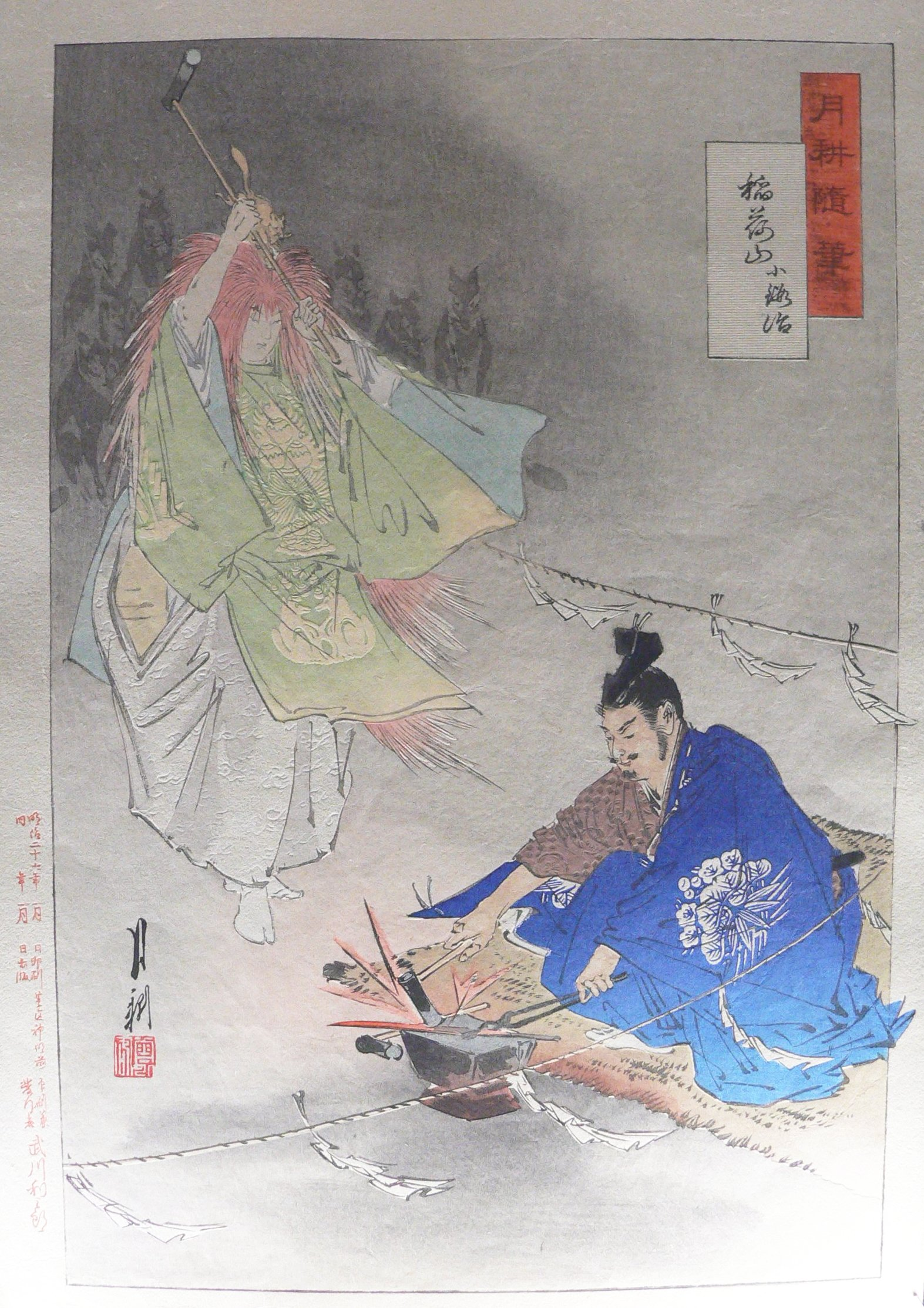
Инари и её лисы помогают кузнецу Мунэтике ковать клинок когицунэ-мару

Инари может изображаться в образе как мужчины, так и женщины. Самые популярные образы Инари — молодая девушка, старик, нагруженный рисом, и андрогинный бодхисаттва. Ни один из этих взглядов не является единственно верным; пол божества варьирует в соответствии с местными традициями и личными верованиями. Из-за тесных ассоциаций с кицунэ Инари часто представляется людьми в образе лисы; однако, и синтоистские, и буддийские священники отрицают правильность таких представлений. Инари также может являться в облике змеи или дракона, а в одной из сказок она является злому человеку в образе гигантского паука — чтобы преподать тому урок.
Иногда Инари отождествляется с другими мифологическими персонажами. Так, некоторые учёные сопоставляют её с Уканомитамой классической японской мифологии или с Укэмоти из хроник «Кодзики»; другие отождествляют её с богиней Тоёукэ. Некоторые отождествляют Инари со всеми божествами зерновых культур.
Женский аспект Инари часто отождествляется или сливается с буддийским божесттвом Дакинитэн (японским вариантом индийских дакини), а также с Бэндзайтэн — одной из семи богов счастья. Дакинитэн изображается в виде женщины или бодхисаттвы, летящих на белой лисе. Связь Инари с буддизмом могла возникнуть в VIII веке, когда буддийский монах Кукай, основатель школы Сингон, возглавил храм То-дзи в Киото и в качестве покровителя храма выбрал Инари. Таким образом, Инари и по сей день тесно ассоциируется со школой Сингон.
Инари часто почитается как собирательный образ трёх божеств («Инари сандза»); со времён периода Камакура их число иногда увеличивается до пяти («Инари годза»). Однако, состав этих божеств не был постоянным, в него включались различные ками: Идзанаги, Идзанами, Вакумусуби, Уканомитама, Сарутахико, Омияномэ, Танака, Укэмоти и др.
Важные символы Инари — лиса и драгоценный камень, исполняющий желания. Другие распространённые элементы изображений Инари и (иногда) её кицунэ — серп, связка или мешок риса, меч. Другая её принадлежность, хотя и малоизвестная, — хлыст, которым Инари могла сжигать крестьянские посевы риса.

## История

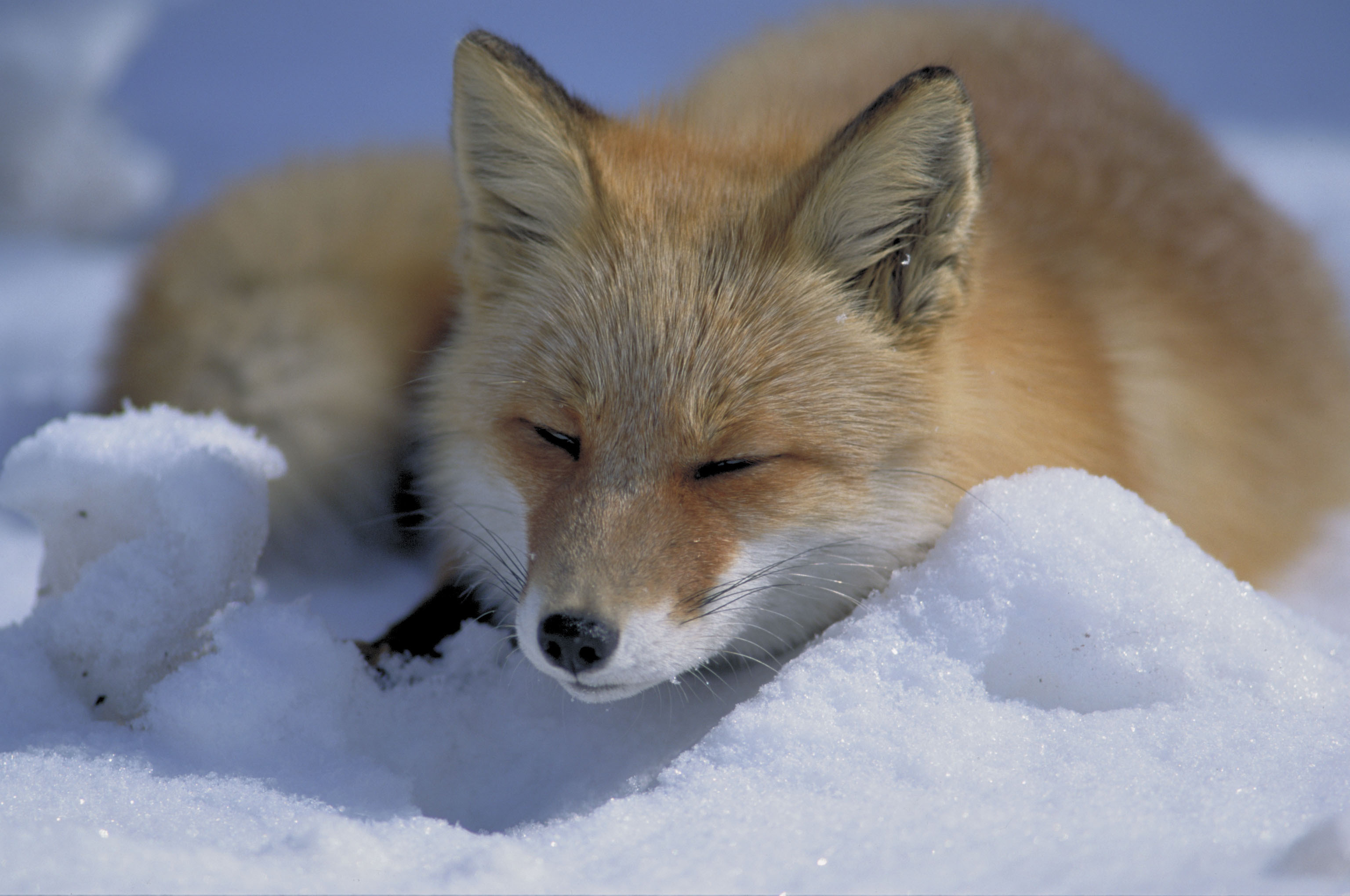
Рыжая лисица (Vulpes vulpes)

Происхождение культа Инари не совсем ясно. Современные кандзи, обозначающие имя Инари, впервые были использованы в историческом трактате «Руидзю Кокуси» (яп. 類聚国史 руидзю: кокуси) в 892 году. Ранее использовались другие наборы кандзи с тем же фонетическим чтением; в большинстве из них упоминался рис. Большинство учёных сходятся на том, что имя Инари образовано от слова инэнари (яп. 稲成り «растущий рис»). Известно, что в 711 году (официальная дата основания храма на горе Инари в Фусими-ку) поклонение Инари уже существовало. Историки (например, Кадзуо Хиго) считают, что культ Инари проводился за века до этой даты; они предполагают, что клан Хата ввёл официальное почитание богини как ками земледелия в конце V века. В классической японской мифологии имя Инари не упоминается.
В период Хэйан популярность культа Инари увеличилась. В 823 году монах Кукай «назначил» её покровителем храма То-дзи, во главу которого его поставил император Сага. В 827 году двор пожаловал Инари пятый разряд. Впоследствии положение Инари возросло, и в 942 году император Судзаку даровал ей высший разряд — в благодарность за подавление мятежей. Храм Инари в Фусими-ку был в то время одним из двадцати двух, находившихся под покровительством императора. Второй храм Инари, Такэнома Инари, был основан в конце IX века.
Популярность Инари продолжала расти. Храм в Фусими, уже успевший стать популярным местом паломничества, получил ещё большую известность, когда в 1072 году стал местом паломничества императора. К 1338 году храмовый праздник соперничал в роскоши с фестивалем Гион.
Во время войны годов Онин весь комплекс храмов Фусими сгорел. На их восстановление ушло около тридцати лет; новое здание было освящено в 1499 году. В старом храме трём ками были посвящены отдельные здания; в новом храме пять ками почитались в одном здании. Также в новом святилище впервые построили буддийский храм, а в наследственное священство включили клан Када.

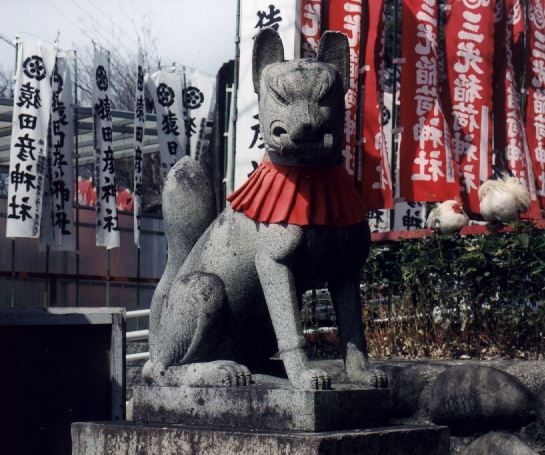
Статуя кицунэ, украшенная принесённым по обету нагрудником в замке Инуяма. Святилища Инари есть во многих замках Японии.

Во время периода Эдо культ Инари распространился по Японии. Особенно важным он стал в Эдо. Возможно, это распространение связано с передвижениями даймё (феодальных властителей). К XVI веку Инари стала покровительницей кузнецов и воинов (поэтому во многих японских замках есть её святилище), и даймё, переселяясь в новые владения, приносили её культ с собой Функции Инари продолжали расширяться: на побережье она стала защитницей рыбаков; в Эдо считалось, что она может предотвращать пожары. Она стала покровительницей актёров и проституток, так как её святилища часто находились вблизи кварталов, где они жили. Она стала почитаться как Инари — исполнительница желаний, божество удачи и благополучия. Затем ей стали приписывать способность излечивать от болезней; считалось, что она способна справиться с такими недугами, как кашель, зубная боль, переломы и сифилис. Женщины просили у Инари даровать им детей.
После постановления правительства, согласно которому буддизм и синтоизм стали отдельными религиями, многие храмы Инари претерпели изменения. Например, в храме Фусими были снесены сооружения явно буддийские. Среди населения, однако, продолжали существовать смешанные формы культа. В некоторых буддийских храмах (например, в Тоёкава Инари) продолжали почитать Инари; при этом утверждалось, что они посвящены какому-либо буддийскому божеству (часто Дакинитэн), которое простой народ принимал за Инари.
В период Токугава, когда деньги заменили рис в качестве меры богатства, роль Инари как ками материального благополучия была распространена на все области, связанные с финансами, предпринимательством и промышленностью. В XVIII веке последователи Инари в монетном дворе Гиндза чеканили монеты, предназначенные для приношений Инари. На них были изображены две лисы и драгоценный камень либо иероглифы «долголетие» и «удача».

## Храмы и приношения

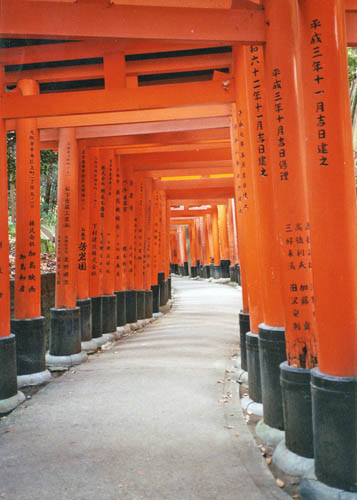
Красные тории вдоль дороги к храму Фусими Инари в Фусими, недалеко от Киото.

Инари — популярное божество: её храмы и святилища есть на большей части территории Японии. Согласно исследованию, проведённому в 1985 году Национальной ассоциацией синтоистских храмов, ей посвящены около 32 000 храмов — более трети от их общего числа. 

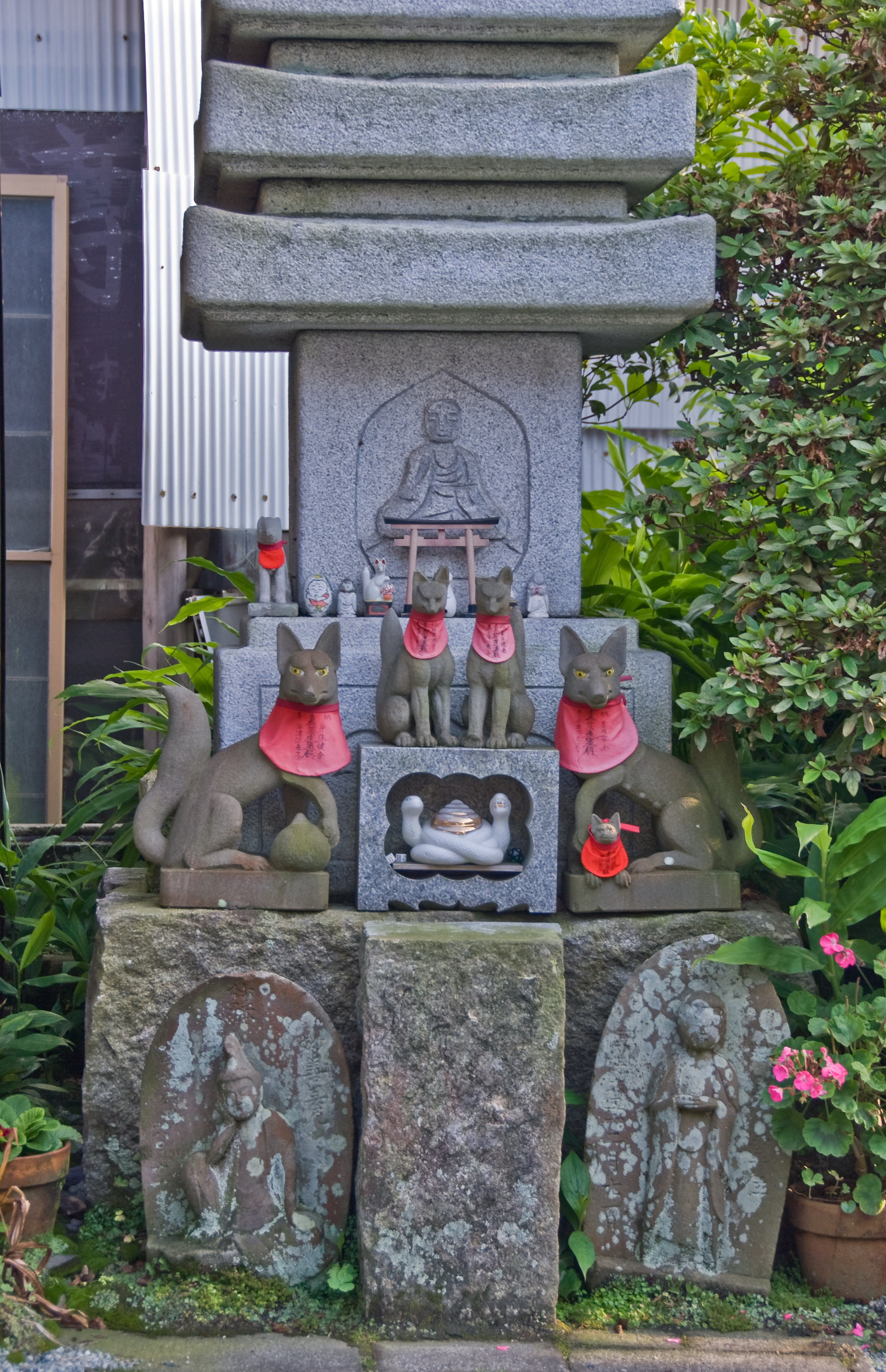
Статуи лис у святилища Инари

В это число включены только храмы с постоянно служащими в них священниками; если включить в него маленькие придорожные и полевые, домашние и офисные святилища, небольшие храмы без постоянно работающих священников, а также буддийские храмы, оно станет, по крайней мере, на порядок больше.
У входа к храмам Инари обычно стоят одно или несколько тории цвета киновари и несколько статуй кицунэ, часто украшенных красными ёдарэкакэ (нагрудниками), приносимыми в знак уважения. Красный цвет стал ассоциироваться с Инари из-за частого его использования в её храмах и тории. В таком же стиле выполнены и дорожки, ведущие к расположенному на холме главному храму Инари в Киото. Статуи кицунэ иногда принимаются за саму Инари; они обычно располагаются парами, олицетворяя мужское и женское начала. В своей пасти или под передней лапой эти статуи держат некий символический предмет, чаще всего драгоценный камень и ключ, но иногда также сноп риса, свиток или лисёнка. Почти во всех храмах Инари, вне зависимости от их размеров, имеется хотя бы пара таких статуй, находящихся обычно по бокам храма, на алтаре или перед главным святилищем. Они редко бывают реалистичными; чаще всего стилизованы, изображают сидящее животное с хвостом, поднятым вверх. Несмотря на общее сходство, все статуи — одиночные, особенные; едва ли можно встретить две одинаковые.
Чтобы ублажить кицунэ, посланников богини, им подносятся приношения в виде риса, сакэ и другой пищи; ожидается, что тогда они встанут перед Инари на сторону подносящего. Ещё одно популярное приношение — инари-дзуси, суши-роллы с начинкой из жареного тофу. Жареное тофу считается любимой едой японских лис, а уголки роллов инари-дзуси похожи на лисиные уши, усиливая тем самым ассоциации. Священники обычно не подносят их божеству, но в магазинах у храмов Инари часто можно увидеть жареное тофу, продаваемое богомольцам. Верующие часто приносят в святилища статуэтки лисиц, а временами храмам дарятся их набитые чучела. В своё время в храмах жили живые лисы, и их чтили; в настоящее время этот обычай вышел из употребления.

### Храмовый комплекс Фусими Инари
Храм Фусими Инари (яп. 伏見稲荷大社), основанный в 711 году — главная святыня божества Инари. Храм расположен в префектуре Киото. Храмовый комплекс расположен на горе Инарияма, и включает в себя целую систему дорожек, ведущих ко многим малым святыням. Дорога к храму имеет протяжённость 4 километра и подъём занимает приблизительно 2 часа.
История храма
Храм стал объектом императорского покровительства в период Хэйан. В 965 году Император Мураками постановил, что посланники несут письменные отчеты о важных событиях, связанных с 16 святынями, включая храм Инари.
С 1871 по 1946 год храм Фусими Инари был официально включён в первый ряд храмов, поддерживаемых японским правительством.
Самые ранние сооружения храмового комплекса были построены в 711 году у подножия горы, расположенной к юго-западу от Киото, получившей в честь богини название Инарияма. Храм был перестроен в 816 году по просьбе монаха Кукая. Основная святыня была построена в 1499 году. Главные «ворота башни» и главное здание святилища расположены у подножия горы. За ними, на пути к вершине горы находится внутренняя святыня, к которой ведёт дорога, образованная тысячами ритуальных врат — торий. На вершине горы находятся десятки тысяч малых святынь для частных богослужений.
Ритуальные врата — тории
Значимой составляющей храмового комплекса Фусими Инари являются бесконечные ряды ритуальных врат, которые называются ториями. Обычай пожертвований на строительство тории, для исполнения желаний или в благодарность за исполненное желание, получил начало с периода Эдо (1603-1868). Вдоль дороги к храму расположено около 10 тыс. торий.
Священная лисица Кицунэ
Кицунэ является одним из атрибутов богини Инари, обязательно размещаемых в святилищах Инари, также одним из атрибутов является ключ (для рисового зернохранилища), который кицунэ держит во рту.
Сохранившийся рисунок храма 1786 года свидетельствует о том, что двухэтажные входные ворота были построены Тоётоми Хидэёси.
Храмовый комплекс Фусими Инари привлекает несколько миллионов верующих в японский Новый год.

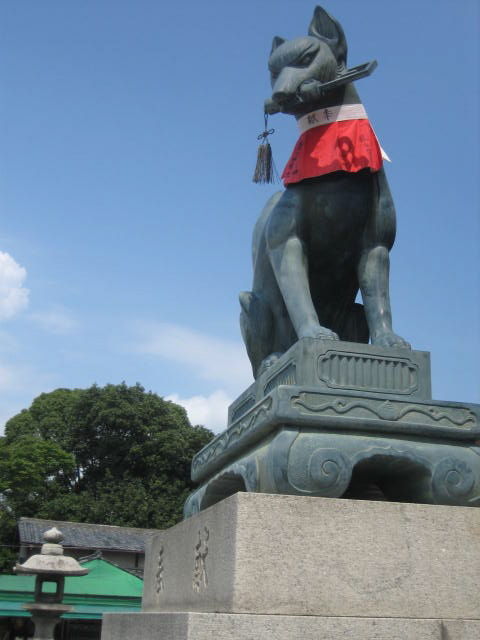
Священная лисица у главных ворот храма  Фусими Инари
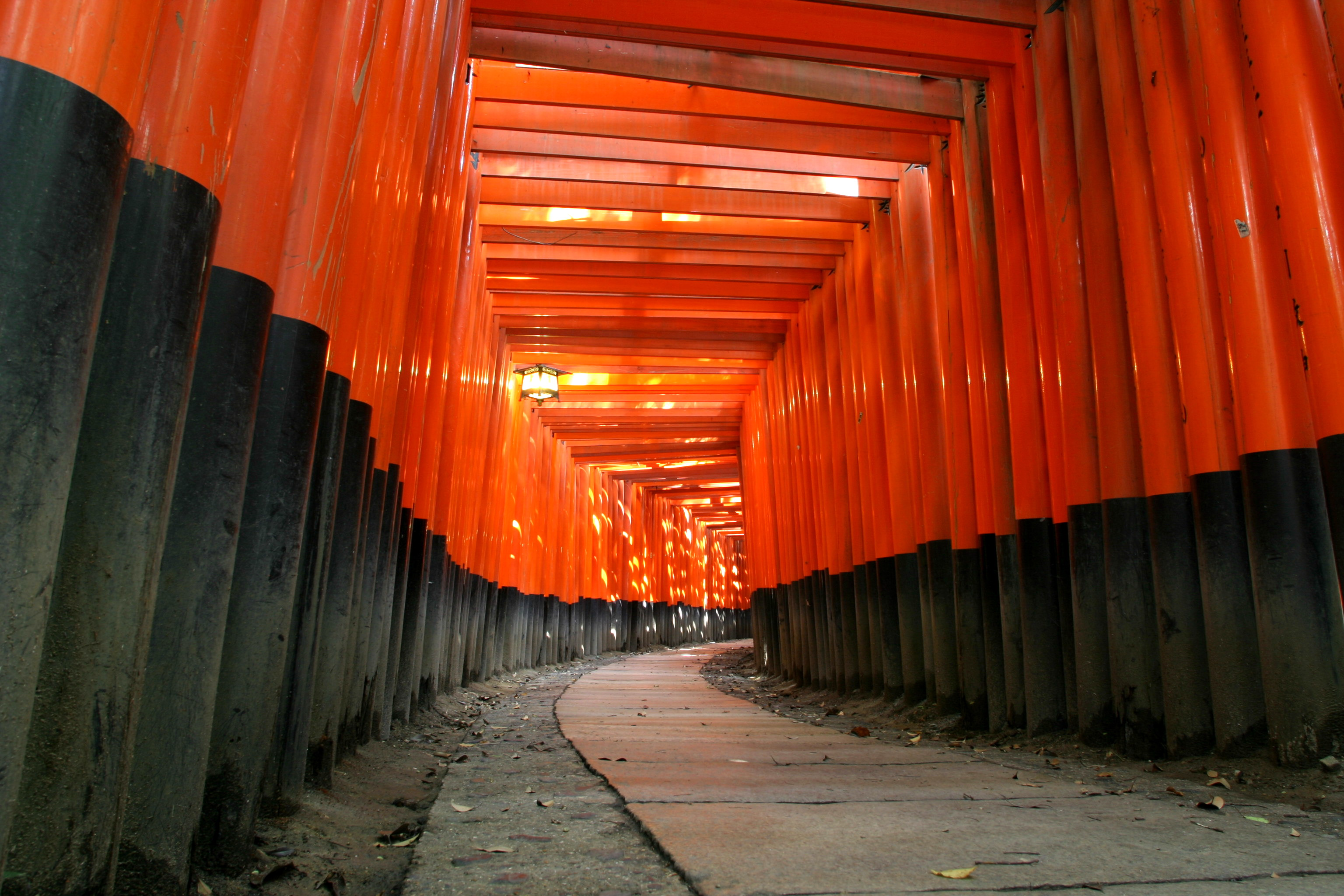
Красные тории вдоль дороги к храму Фусими Инари
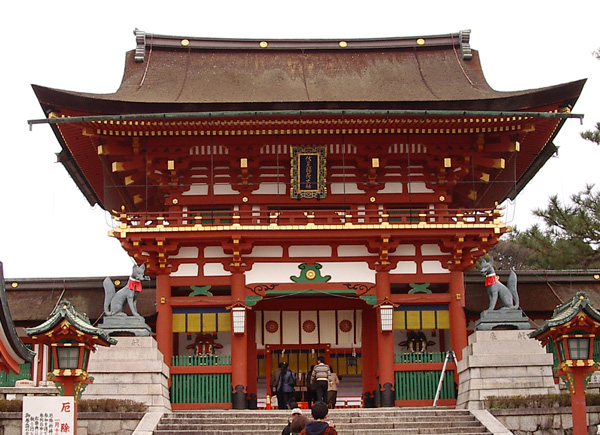
Главный вход в храм Фусими Инари
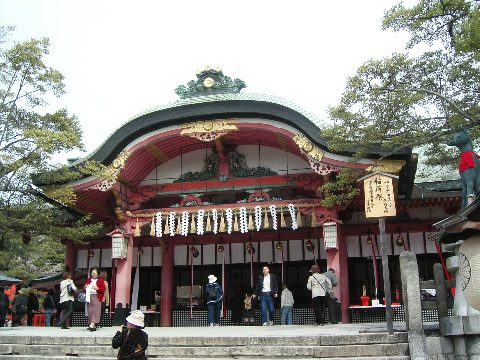
Хайдэн храма Фусими Инари
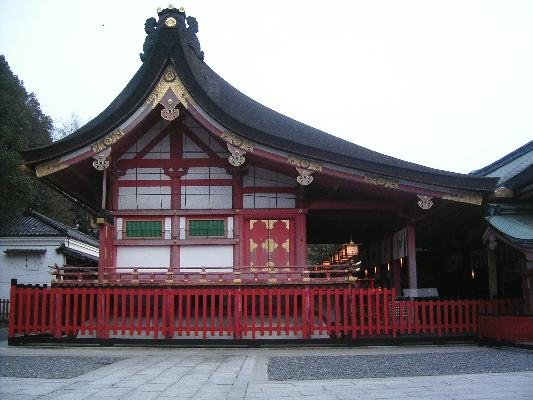
Хондэн храма Фусими Инари

## Фестиваль
Традиционным днём празднований в честь Инари был первый день лошади (шестой день) второго месяца (нигацу но хацуума) по лунно-солнечному календарю.
В некоторых областях острова Кюсю празднества или период молений начинаются в ноябре, за пять дней до полнолуния, и длятся иногда целую неделю. Они сопровождаются ежедневным приношением в святилище Инари даров в виде продуктов из риса и получением защитных амулетов омамори. 